# هاسکی آلاسکایی
هاسکی آلاسکایی (به انگلیسی: Alaskan husky)، نام یکی از نژادهای سگ است که خاستگاه آن به ایالات متحده آمریکا بازمی‌گردد. نژاد هاسکی آلاسکایی به‌طور میانگین ۱۰ تا ۱۵ سال عمر می‌کند. وزن جنس نر هاسکی آلاسکایی ۴۰–۶۰ پوند (۱۸–۲۷ کیلوگرم) است و وزن جنس مادهٔ آن ۳۵–۵۵ پوند (۱۶–۲۵ کیلوگرم).